# Nombre de Lebesgue
Dans un espace métrique, un nombre de Lebesgue (en référence à Henri-Léon Lebesgue) est un nombre {\displaystyle \rho } associé à un recouvrement ouvert {\displaystyle (U_{i})_{i\in I}} de l'espace, tel que, s'il existe, toute boule ouverte de rayon {\displaystyle \rho } soit contenue dans un {\displaystyle U_{i}}. Un tel nombre se révèle utile par exemple pour la démonstration de la caractérisation séquentielle de la compacité d'un espace métrique.

## Propriété fondamentale
Théorème de Bolzano-Weierstrass,, — Tout espace métrique séquentiellement compact est compact
Dans les trois références citées, les auteurs utilisent le lemme suivant :

Tout recouvrement ouvert d'un espace métrique séquentiellement compact possède un nombre de Lebesgue.
La preuve tient alors en trois phrases (voir l'article détaillé).
Puisque, réciproquement, tout espace métrique compact est séquentiellement compact, on déduit du lemme ci-dessus :
Lemme de Lebesgue — Tout recouvrement ouvert d'un espace métrique compact possède un nombre de Lebesgue.
Mais on peut aussi démontrer le lemme de Lebesgue directement.